# Christoph Reisser

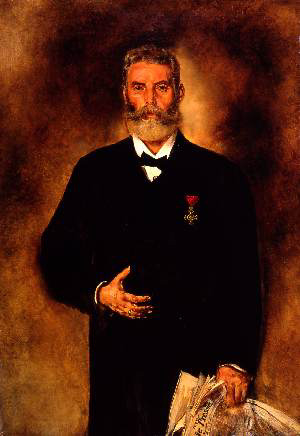
Christoph Reisser, Porträt von Anton Romako (1885)

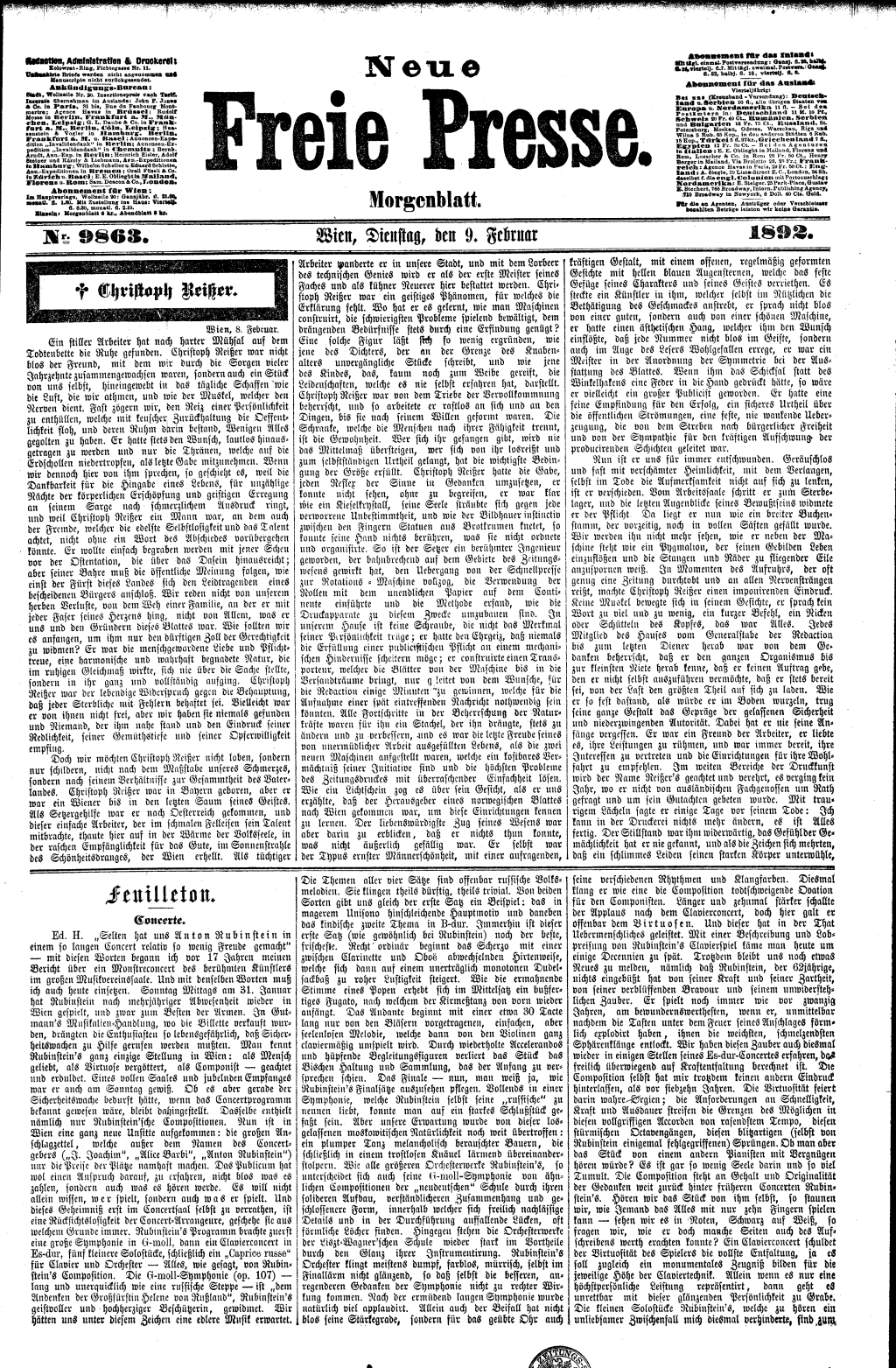
Titelblatt der Neuen Freie Presse zum Tode von Christoph Reisser (1892)

Christoph Reisser (* 11. April 1836 in Forchheim; † 8. Februar 1892 in Wien) war ein Direktor einer Druckerei und technischer Direktor der Zeitung Neue Freie Presse.

## Leben
Christoph Reissers Vater war Franz Reiser (* 12. August 1807 in Forchheim; † 2. Juli 1852 ebenda), ein Bäckermeister, Hausbesitzer und Magistratsrat, der durch Selbstmord starb. Seine Mutter war Margareta geb. Hebendanz (* 7. September 1807 in Forchheim; † 27. Mai 1856 ebenda).
Er erlernte die Buchdruckerei in Bamberg und trat nach Wanderschaft durch Deutschland 1856 in Wien als Setzergehilfe in der Druckerei der Tageszeitung Die Presse ein. Mit einem Teil des Mitarbeiterstabes wechselte er zur Neuen Freien Presse über. Nachdem er nach Wien gezogen war, änderte er seinen Familiennamen von „Reiser“ in „Reisser“. Dieser Name wurde auch von seinen Nachkommen weitergeführt.
In der Druckerei machte er Karriere und wurde 1864 Leiter, schließlich Direktor. Gemeinsam mit G. Sigl entwickelte er die erste in Österreich gebaute Rotationsdruckmaschine. Weiters entwickelte er Falzmaschinen, die mittels eines von ihm selbst erfundenen Transportmechanismus mit den Rotationsmaschinen zu einer Herstellungstraße verbunden wurden. Damit war die Neue Freie Presse die erste auf Endlospapierrollen gedruckte Zeitung in Europa.
1873 richtete Reisser auf der Wiener Weltausstellung 1873 den Pavillon der Neuen Freien Presse ein. Er leitete dort die Zeitungsdruckabteilung, vor den Augen des Publikums wurde die Internationale Weltausstellungs-Zeitung hergestellt. In Anerkennung seiner Leistung wurde ihm das Goldene Verdienstkreuz mit Krone verliehen. Er bekam zusätzlich den Großteil der ausgestellten Maschinen (drei Schnell- und zwei Tiegeldruckpressen) von der Zeitung zu einem sehr günstigen Preis verkauft, mit denen er seine eigene Druckerei gründete. Zunächst mit einem Gesellschafter unter der Bezeichnung Chr. Reisser & Josef Bayer, änderte sich der Name ab 1879 mit dem Sohn des Herausgebers der Neuen Freien Presse zu Chr. Reisser & M[ax] Werthner.
Das Unternehmen hatte zunächst 20 Mitarbeiter, Reisser widmete sich vor allem dem Zeitschriften-, Werk- und Illustrationsdruck. 1882/83 gliederte er auch eine Flachdruckabteilung an.
Reisser war mit dem Maler Anton Romako gut befreundet, der 1885 lebensgroße Porträts von ihm und seiner Frau Isabella geb. Bauer (* 11. April 1843 in Wien; † 9. Juli 1931 in Baden) schuf. Diese wurden 1989 vom Enkel Friedrich Reisser (1904–2000) an den Sammler Rudolf Leopold verkauft. Sie befinden sich heute im Leopold Museum.
Reissers Todesinserat bei der Neuen Freien Presse nahm die halbe erste Seite ein. Bei der Überführung seines Leichnams von seinem Sterbehaus, der Pressedruckerei an der Fichtegasse, begleitete ihn eine große Trauergemeinde. Die Einsegnung im Stephansdom nahm der Wiener Vizebürgermeister vor. Seine Marmorbüste wurde ihm zu Ehren am Haupteingang der Zentrale an der Arbeitergasse 1-7 aufgestellt. Er wurde in Wien auf dem Gersthofer Friedhof beerdigt (Grablage 1 - 1- 24), wo 39 Jahre später ebenfalls seine Witwe Isabella beigesetzt wurde. 
Die Druckerei wurde von seiner Witwe Isabella, deren Sohn Victor (1867–1944) und dem Juniorpartner Max Werthner weitergeführt. Später traten die Söhne Christoph (1873–1957) und Adolf bei, das Unternehmen firmierte nun als Christoph Reisser’s Söhne.